# ستيف رووي
ستيف رووي (بالإنجليزية: Steve Rowe)‏ هو موسيقي أسترالي، ولد في 19 يناير 1965.

## وصلات خارجية
- ستيف رووي على موقع ميوزك برينز (الإنجليزية)
- ستيف رووي على موقع ديسكوغز (الإنجليزية)